# Productions Pegas
 (octobre 2015).
Si vous disposez d'ouvrages ou d'articles de référence ou si vous connaissez des sites web de qualité traitant du thème abordé ici, merci de compléter l'article en donnant les références utiles à sa vérifiabilité et en les liant à la section « Notes et références ».
Pegas Productions est une maison de production canadienne de films pornographiques créée en 2006. Elle détient seize sites internet pornographique dont Mme Roy fait elle même ses tournages, ce qui contribuent à sa notoriété[réf. nécessaire].

## Historique
Fondée en 2006 par Nicola Lafleur, Productions Pegas a un siège social à Québec, dans la province de Québec, au Canada. La majorité des tournages se font à Montréal et à Québec afin d’offrir du contenu 100 % local puisque la devise de l’entreprise est d’offrir « Le Meilleur du cul québécois »[réf. nécessaire].
La compagnie Productions Pegas s’est également fait connaître grâce à plusieurs scandales entourant ses actrices pornographiques. En 2011, c’est l’affaire entourant Samantha Ardente qui a été la plus médiatisée. Elle a été renvoyée de son poste de secrétaire dans une école secondaire, après avoir tourné dans le film Abuseurs en série 2. Une autre actrice pornographique qui a contribué à faire connaître l’entreprise est Heidi Van Horny qui avait proposé de tourner avec vingt-trois gars pour ses 23 ans.  
En 2014, c’est l’actrice Zoé Zebra qui a fait la une des journaux quand elle a organisé une boule-o-thon[Quoi ?] pour payer ses implants mammaires puis a tourné une scène avec Productions Pegas pour montrer ses nouveaux seins. De plus, une étudiante étrangère a également participé à l’émission JE afin de faire retirer, sans succès, des scènes qu’elle regrettait avoir tournées. Finalement, Candy Kiss, une ancienne actrice de Productions Pegas a aussi été médiatisée quand son passé a été découvert alors qu’elle était à l’emploi du Collège Jésus-Marie de Sillery,,,.  
Afin de faciliter le recrutement d’acteurs masculins, Pegas Productions a lancé, en 2014, le cours Pegas 101. Hautement médiatisé, ce cours permettait de préparer les candidats pour le métier d’acteur pornographique,,,.
Productions Pegas s’est aussi illustré comme précurseur du port du préservatif dans l’industrie de la pornographie mondiale, visant ainsi à protéger les acteurs du VIH et des autres infections sexuellement transmissibles lors de ses tournages,.

## Filmographie sélective
- Un idiot fourre cinq gardiennes : 1001 fantasmes à Québec, vol. 1-6
- Quatre débiles en VR à Sept-Îles
- 40 ans, viens fourrer moman
- Cinq infirmières et des pervers
- Cinq jours / cinq filles
- 50 Décharges
- Abuseurs en série, vol. 1-2
- Ayoye! Transsexuelles Québec
- Baise partout à Québec, vol. 1-2
- Beach Party de cul Québec, vol. 1-2
- Docteur Noune
- Entre copines, on se filme !
- Gangbang de Samantha Ardente
- Jeunes, juteuses & Québécoises, vol. 1-6
- La Totale: Cul Bouche Noune
- Pegas en vrac, vol. 1-5
- Québec Casting XXX, vol. 1-3
- Un Coup Bandé, Pu de Parenté
- Weekend Indécent a Tremblant

## Acteurs et actrices en vedette chez Pegas Productions
- Alex Legend
- All In[16]
- Alyson Queen[17]
- Amanda Bellucci
- Amy Sweet
- Bridgette B
- Candy Kiss
- Cassie Roze
- Danny Mountain
- Gabriel Clark
- Heidi Van Horny
- Jemma Valentine
- Jessie Storm
- Jessy Jones
- Kendra White
- Lara Roxx
- Lauren Phillips
- Leena Rey
- Lexington Steele
- Mam Steel
- Moka Mora
- Nikita Teen
- Nikki Prime
- Roxy Lane (Sœurs Lane)
- Samantha Ardente
- SassyMeli (Melissa Doll)
- Shana Lane (Sœurs Lane)
- Sweet Amy Lee
- Vandal Vyxen
- Vyxen Steel